# Sirrhas
Sirrhas (en grec ancien : Σίρρας), également appelé Sirras, est un prince macédonien de la maison royale de Lyncestide.
Il est régent du royaume du même nom de 423 à 393 av. J.-C. pour le compte de son beau-père, le roi Arrhabaeus.

## Biographie
Peut-être originaire d'Élimée (ou d'Illyrie), il est le probable fils de Derdas Ier (de).
Il combat lors de la guerre du Péloponnèse, dans le camp des alliés d'Athènes, et épouse alors une fille d'Arrhabaeus. Il est possible qu'il soit intervenu lors des évènements des Expéditions de Perdiccas II de Macédoine contre les Lyncestes, bien que Thucydide ne le mentionne pas au cours de son récit. Il combat également Archélaos Ier, fils de Perdiccas II.

## Famille

### Mariage et enfants
De son mariage avec Irra, la fille du roi Lyncestide Arrhabaeus, il eut :
- Eurydice, mère de Philippe II[1].

D'une union avec une femme inconnue, il eut :
- Derdas II (de).